# 巴厘島印度教

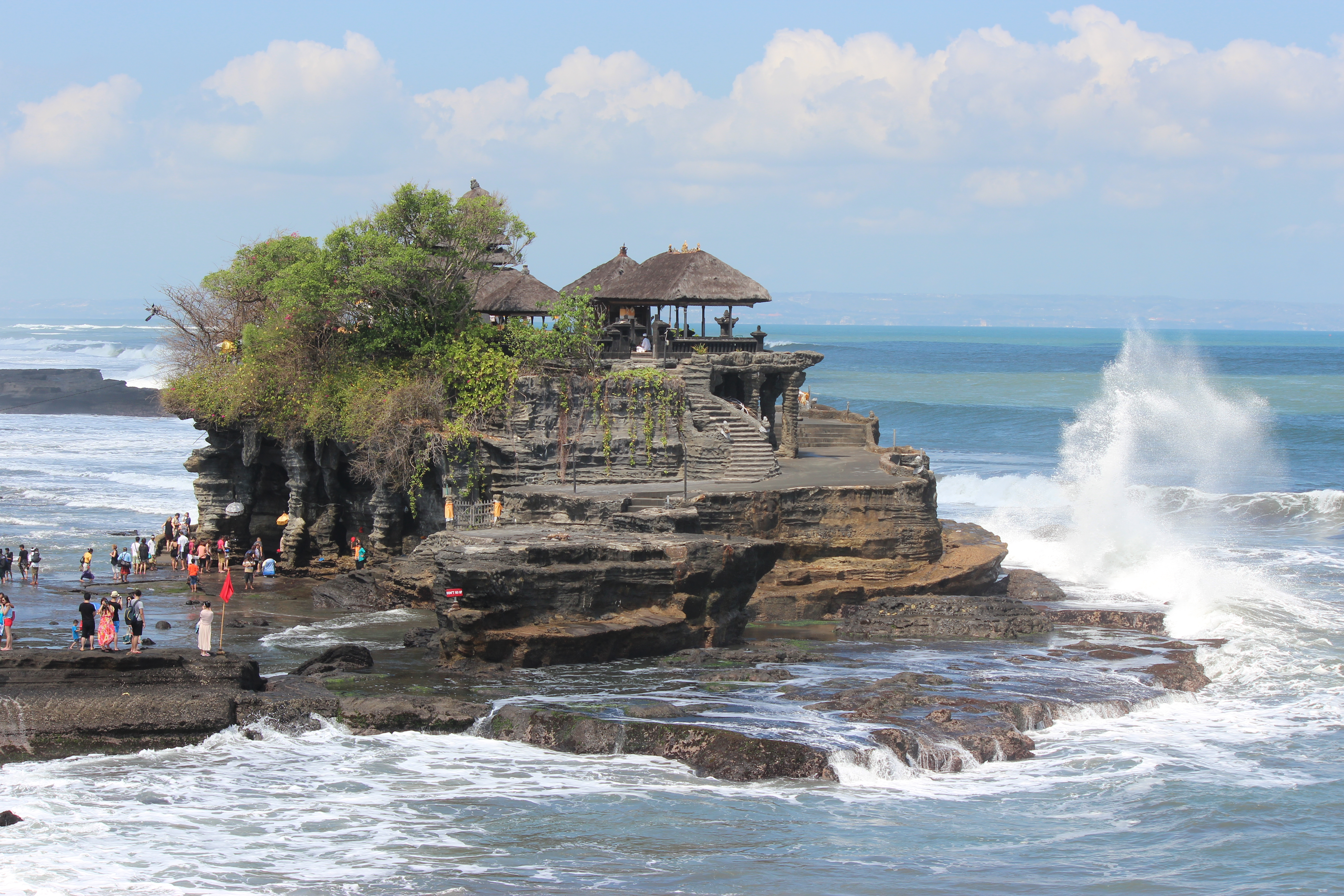
位於巴厘島中西部海岸的印度教廟宇海神廟。

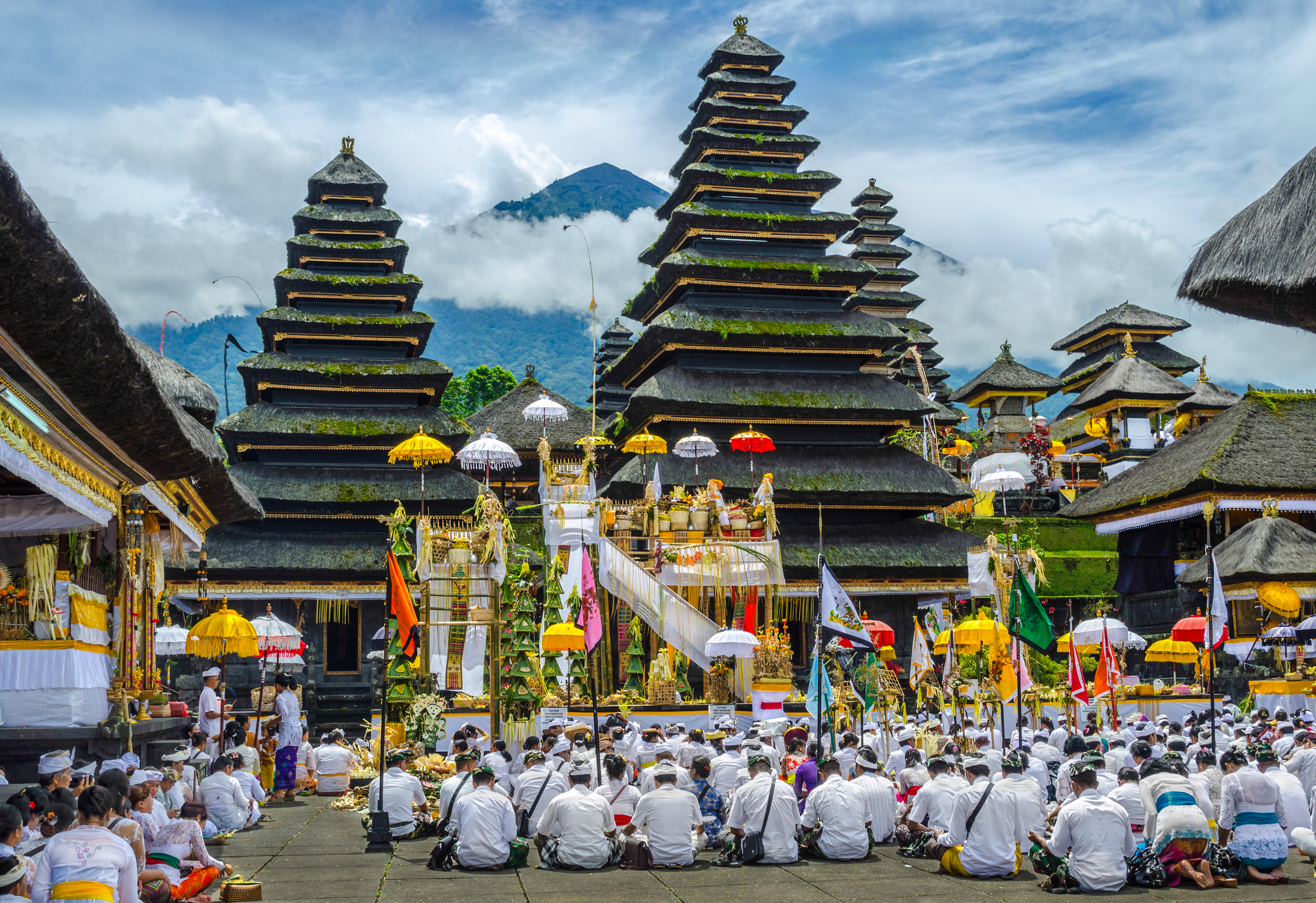
巴厘島上最神聖的印度教廟宇百沙基母廟。

巴厘島印度教 (英語：Balinese Hinduism) 是印尼巴厘島上大多數人所信奉的印度教。巴厘島人的印度教信仰具有獨特的模式，信徒把當地的泛靈論、祖先崇拜（參見皮楚·帕克薩），以及對佛教聖者或菩薩的崇敬都融入其中，與別處的印度教有所區別。
居住在印尼群島人口的主要宗教信仰是伊斯蘭教 (佔86%，參見印尼宗教)。巴厘島是個例外，當地居民約有87%自認為印度教徒（約佔印尼總人口的 1.7%）。印尼在1949年實際脫離荷蘭而獨立，但在1945年已自行宣布獨立，所制定的憲法（參見印尼憲法）中宣示保障人民有宗教信仰自由。而人類學家和巴厘島歷史和宗教學者米歇爾·皮卡德 (Michel Picard) 在1952年表示，受到保守派控制的印尼宗教事務部對於可接受“宗教”的定義有嚴格限制。宗教事務部所定義可被接受的是“一神論”，並編纂有經典的宗教，並增加一些額外要求。此外，印尼政府對於那些不信仰官方認可一神論宗教的人，將不給予公民權利（例如投票權）。人口數目居於少數的巴厘島印度教徒適應政府規定，並宣布他們的印度教是一神論，並以一種在政治上符合阿加瑪（Agama，官方許可宗教）規格的形式提出。巴厘島印度教最終得到印尼政府承認，成為官方許可的宗教。

## 歷史

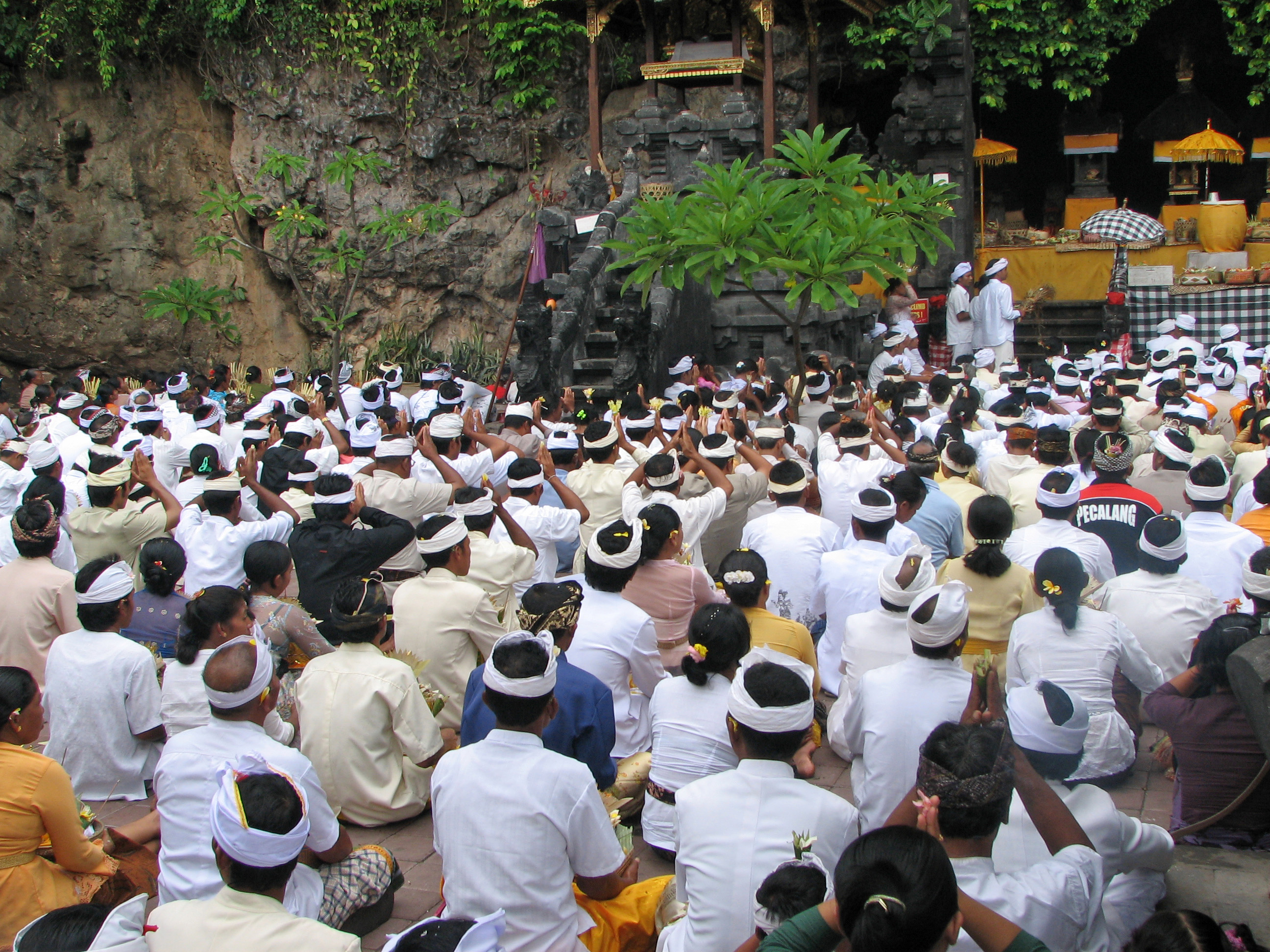
在巴厘島名為普拉·果阿廟的印度教廟宇內舉行的儀式。

印尼群島早在公元1世紀就開始受到印度教的影響。目前尚未有清楚的證據顯示印度文化和精神思想的傳播過程。爪哇的傳說指的是至少在塞迦紀年時代（公元78年）開始。而史詩《摩訶婆羅多》中顯示在公元1世紀即出現過印尼群島。這種說法也可在坦米爾那都邦找到印證。在14世紀以古爪哇語撰寫的手稿Tantu Pagelaran，是彙集有關古代故事、藝術和工藝品的作品，其中廣泛的用到梵語、印度神祇名稱和宗教概念。同樣的，在爪哇島和印尼西部島嶼挖掘的禪邸（與佛教相關的寺廟）遺跡，以及在印尼發現的古代銘文（如在中爪哇省發現的8世紀康格銘文），證實濕婆，及其配偶雪山神女和兒子象頭神、毘濕奴、梵天、阿周那和其他印度教神祇的林伽圖像，大約在公元1世紀中後期均受到廣泛採用。中國僧侶法顯在公元414年從斯里蘭卡回國途中曾記載爪哇島有兩個印度教流派，而8世紀中國文獻將珊闍耶建立的的印度教馬打蘭王國稱為“訶陵”，說這個國家“極其富裕”，並說馬打蘭王國與在爪哇島科度平原上的夏連特拉王國統治者以及佛教徒和平共處。
大約在公元1400年，印尼群島上的各個王國開始遭到居住在海岸，信仰伊斯蘭教者的軍隊襲擊。在15和16世紀，由各蘇丹王國的蘇丹所領導的穆斯林採取軍事行動，針對的是群島中的各個印度教-佛教王國和社區，每個蘇丹都設法取得不同地區或是島嶼的控制權。在北蘇門答臘 (亞齊)、南蘇門答臘、西爪哇和中爪哇以及南婆羅洲 (加里曼丹島) 同時出現四個不同且相互競爭的伊斯蘭蘇丹王國。印尼許多島嶼上的印度教-佛教王國和社區受到軍事攻擊而覆亡。而在另外的情況下，當地印度教徒和佛教徒選擇離開，並在足以自保的島嶼上建立社區。原來居住在西爪哇的印度教徒向東遷移，最後遷到巴厘島以及鄰近的小島上，而建立起巴厘島印度教。當在此段宗教衝突和各蘇丹國間戰爭期間，新的權力中心試圖整合他們所控制的領土，而歐洲殖民主義者蒞臨。印尼群島很快遭到荷蘭殖民政府的統治。殖民政府制止宗教衝突，並逐步開始發掘、理解和保存印尼（特別是在爪哇和印尼西部島嶼地區）自古即有的古印度教-佛教文化。
印尼在1945年制定的憲法中第29條，保證所有公民皆有宗教信仰自由的權利。但實際上獨立後的印尼對於宗教有嚴格的規定。根據這種定義，巴厘島印度教徒被認為是“沒有宗教信仰的群體”，可皈依國家認可的其他宗教。巴厘島印度教徒反對這種說法，經歷辯論、改編經典，並宣布他們所信仰的印度教形式屬於一神論，並以符合1952年修訂條款有關“阿加瑪”要求的形式提出，敦請政府承認。巴厘島印度教徒為實現這一目標，發起一系列巴厘島和印度之間的學生和文化交流活動，以協助制定巴厘島印度教的核心原則（吠陀、奧義書、往世書和、宇宙古史）。特別是1950年代中期在巴厘島發起的政治自決運動，而在1958年提出聯合請願書，要求印尼政府承認印度教。這份聯合請願書引用印度教經文中的梵語真言：
梵語:Om tat sat ekam eva advitiyam，譯文：唵，如是無處不在、無限、不可分的本質。——巴厘島印度教聯合請願書。1958年6月14日
請願書強調“不可分（一體）”是為符合憲法要求信仰一神論宗教的規定。請願者認為不可思議（也可稱為“唯一至尊”）是不可分割的。巴厘島語中的這個名詞有兩個含義：“宇宙神聖統治者”和“神聖絕對宇宙法則”。這種原創性的語詞既符合印尼宗教事務部的一神論要求，也保留印度教古文字中法的中心思想。
巴厘島成為印尼唯一居民以信仰印度教為主的地區。巴厘島東海岸以外附近的島嶼居民也以印度教徒居多，爪哇東海岸附近則散佈有信仰印度教的村莊。

## 關鍵信仰理念
巴厘島印度教是印度宗教加上在伊斯蘭教以及荷蘭殖民者蒞臨印尼群島之前，當地即存在的泛靈論的綜合體。它將印度教許多核心信仰與巴厘島當地的藝術和儀式相結合。在當代，巴厘島印度教被印尼宗教事務部正式稱為 印尼語：，但傳統上這個宗教擁有許多稱法，例如Tirta、Trimurti、Hindu、Agama Tirta、Siwa、Buda和Siwa-Buda。Tirta和Trimurti兩字源自印度印度教，分別對應於蒂爾薩（前往任何聖地朝聖）和 三聖一體（梵天、毘濕奴和濕婆）。巴厘島的印度教與在印度的均採取靈活的方式發展，呈現多樣化的生活方式。包含許多印度精神理念，珍視印度往世書和印度史詩的傳說和神話；在巴厘島有一系列傳統獨特的節日和習俗（包含無數的香（當地和祖先的精神））以及動物犧牲的祭祀形式則在印度不常見。
在巴厘島的印度教信仰是古老傳統加上配合當代法律要求之後的混合體，根據印尼建國五原則的國家意識形態，法律只允許信仰一神論的宗教。傳統上印尼的印度教有個容納許多神祇的神殿，這種做法依然存在。此外，印尼的印度教讓教徒擁有自行決定在何時、如何以及何處祈禱的自由。但印尼官方認為並且宣傳印尼的印度教是種一神論宗教信仰，具有符合其國家意識形態而受到許可的宗教信仰。印尼學校教科書將印度教描述為擁有一個至高無上的主，教徒每天需要強制性祈禱3回，而且印度教具有某些與伊斯蘭教相似的共同信仰。學者質疑此一印尼政府所承認並核可的信仰，是否真正反映的是印尼自荷蘭殖民政府獨立之前，即已存在的傳統巴厘島印度教信仰和禮儀。
印尼宗教事務部正式承認的一些印度教信仰理念包括：
- 信仰一個至高無上的主，名稱為“Ida Sanghyang Widi Wasa”、“Sang Hyang Tunggal”或“Sang Hyang Acintya”（即不可思議，或唯一至尊）。
- 信仰所有的神都是這個至高無上主的體現。與師摩多派（英语：Smartism tradition）的信仰相同，師摩多派也認為不同形式的神如毘濕奴，濕婆和女神夏克提是同一個至高無上的主呈現的不同面相。濕婆也以其他形式出現而受到崇拜，例如“巴塔拉上師（英语：Batara Guru）”和“Maharaja Dewa”（Mahadeva）。[28]

巴厘島印度教的神聖文本是吠陀和奧義書。這兩本經書是印度和巴厘島印度教信仰的基礎。其他宗教理念來源包括通用的印度教往世書和宇宙古史（主要是羅摩衍那和摩訶婆羅多）。《摩訶婆羅多》和《羅摩衍那》這兩本史詩中的故事成為印尼信徒傳頌不斷的材料，透過哇揚皮影偶戲和舞蹈來呈現。印尼印度教與印度的一樣，承認靈性的四種途徑，稱之為Catur Marga。這四個途徑是奉愛瑜伽（對神靈的奉獻之道）、智能瑜伽（知識之道）、實踐瑜珈（工作之道）和 冥想瑜伽（冥想之道）。在巴厘島擁有最多跟隨者的是奉愛瑜伽。巴厘島印度教徒與印度的一樣，認為人類生活有四個正確的目標，稱之為Catur Purusartha - 法（追求道德和倫理生活）、阿剎（追求財富和創造性活動）、欲樂（追求快樂和愛）和解脫（追求自我認識和解放）。

### 主上與神祇
巴厘島印度教信仰包括印度三聖一體，稱為Trimurti的概念，三聖為：
- 梵天
- 毘濕奴
- 濕婆

在巴厘島印度教經書中，還另有印度濕婆教的三聖一體概念。這種概念在巴厘島通常被稱為“Siwa-Sadasiwa-Paramasiwa”，濕婆同時是創造者、維護者和毀滅者，這三者間的輪迴。
除傳統印度教的三聖一體外，巴厘島印度教徒還崇拜一系列的神和女神（香、小神和女神），以及一些在印度教中並沒有的神祇。Sang Hyang Widhi的字面意思是“神聖秩序”，也稱為Acintya（“不可思議”）或Sang Hyang Tunggal（“神聖唯一”），是巴厘島印度教傳統中的概念，與印度印度教中的梵，那種形而上學概念可相比擬。祭祀儀式都會備有一張空的高腳椅。這種高腳椅也在房屋和寺廟外的蓮花座神殿頂部出現。這是為給不可思議神靈（Sang Hyang Widhi Wasa）所準備。根據巴厘島印度教的戒律，不可思議神靈會透過許多小神形式，例如稻米女神Dewi Sri，以及與山、湖和海有關的許多印度教神靈來呈現。

### 道德價值觀

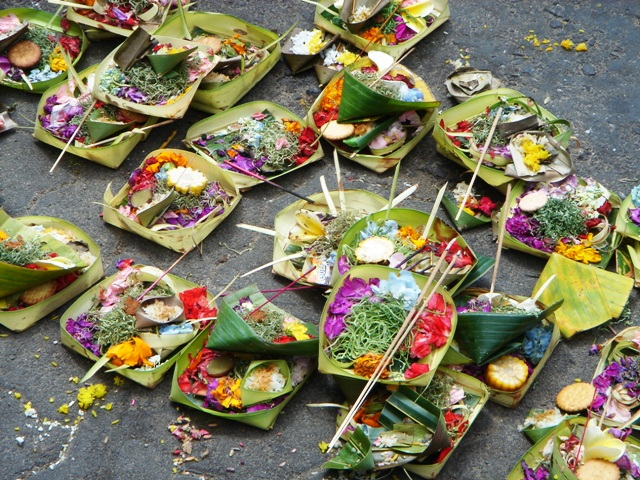
巴厘島印度教徒的每日供品，稱為卡南·紗麗。

巴厘島印度教的價值論思想與印度印度教的價值論思想相似。但研究東南亞印度教學者Martin Ramstedt等表示，巴厘島在社區和精神儀式傳承這類思想的時候，會使用稍微不同的名稱。傳統巴厘島印度教徒的戒律和價值觀是從家庭，儀式和宗教符號取得，與那些經由印尼伊斯蘭學校，還有印度的印度教靜修處傳播途徑不同。例如，與噴灑“蒂爾薩”（連接物質和精神的聖水）相關的象徵意義 - 先將這種水灑在頭頂，當作“淨化manah（心靈）”，然後啜飲作為“淨化wak（言語）”，再灑在身上作為“淨化kaya（態度和行為）”的作用。因此研究者Ngurah Nala說，經過這類儀式，年輕一代“熟悉Tri Kaya Parisudha概念中所體現的道德價值觀，即獲得純淨或善良的思想（manacika），純淨或良好的言語（wacika）和純淨行為（kayika）”。 

### 出生與生活

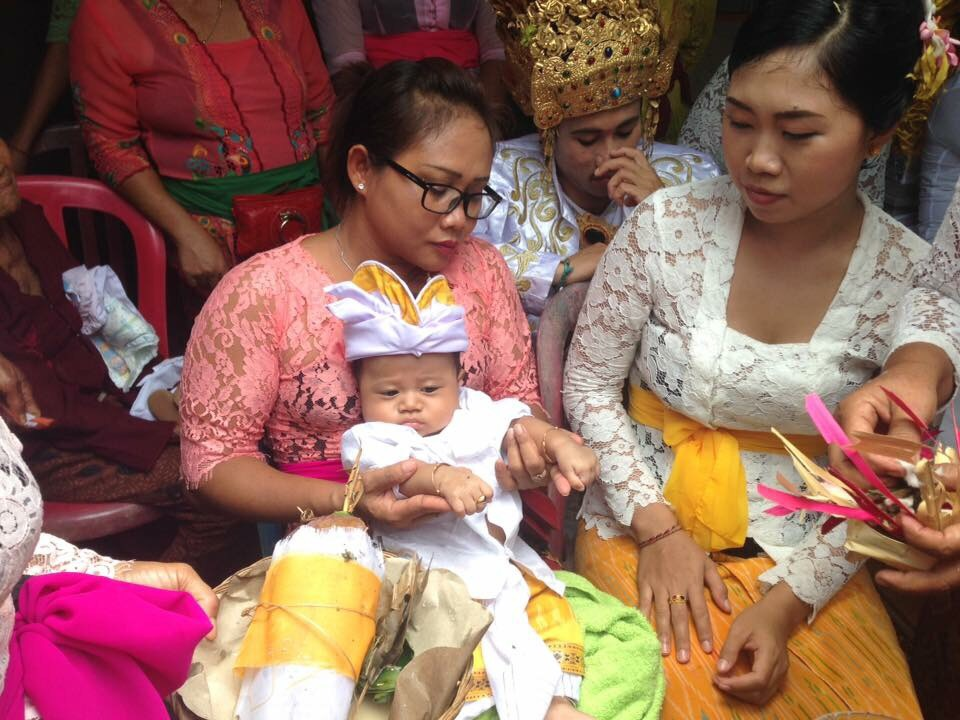
嬰兒出生滿3月儀式

人類從受孕到死亡（但不包括死亡本身），總共有十三個儀式（稱為“因果業報”），每個儀式都有四個要素：安撫邪靈、聖水淨化、薰香和祈禱。這些儀式標誌個人一生中的重大事件 - 出生（Jatakarman）、青春期（Keshanta ）、開始吃母奶以外食物（Annaprashana）和婚姻。新生嬰兒被認為是祖先靈魂的代表，出生後42天內被視為神靈。但母親被視為不潔的象徵，她在此期間不得參加任何宗教活動。根據巴厘島印度教徒採用的的帕悟肯曆（一年僅有210天） ，嬰兒在出生後105天內不得接觸被視為不潔的土地，這105天恰是嬰兒首次生日所需時間的一半。孩子進入青春期時，六顆上犬齒會被銼平。

### 死亡與輪迴
而當地最重要的儀式是發生在人死之後，此時靈魂受到釋放，最終去轉世。印度教與其他宗教的死亡儀式不同，焦點不放在身體，因為身體被視為靈魂的暫存所在，只作權宜用途。事實上身體必須經過焚燒而讓靈魂徹底離開。要達到這種目的的火葬儀式會非常昂貴，因為精心製作的儀式是種表達對轉化神靈的靈魂的尊重方式，而成神靈後所具有的力量遠超過死者生前所有。有時往生者會被暫時埋葬，直到家人湊足金錢才進行火葬，但祭司或高階家庭成員的遺體會被暫時存放在三摩地神廟之內，並非採用埋葬的方式。

## 節日

### 卡隆安節和庫寧安日
巴厘島印度教最重要的節日是卡隆安節（與排燈節（也稱為屠妖節）有關），慶祝法戰勝不法。這個節日在帕悟肯曆中落在每年第11週（稱為東古蘭（Dunggulan））的星期三（稱為布達（Buda））。根據傳統，死者的靈魂從天國而降，10天後（稱為庫寧安（Kuningan））再返回天國。

### 寧靜日

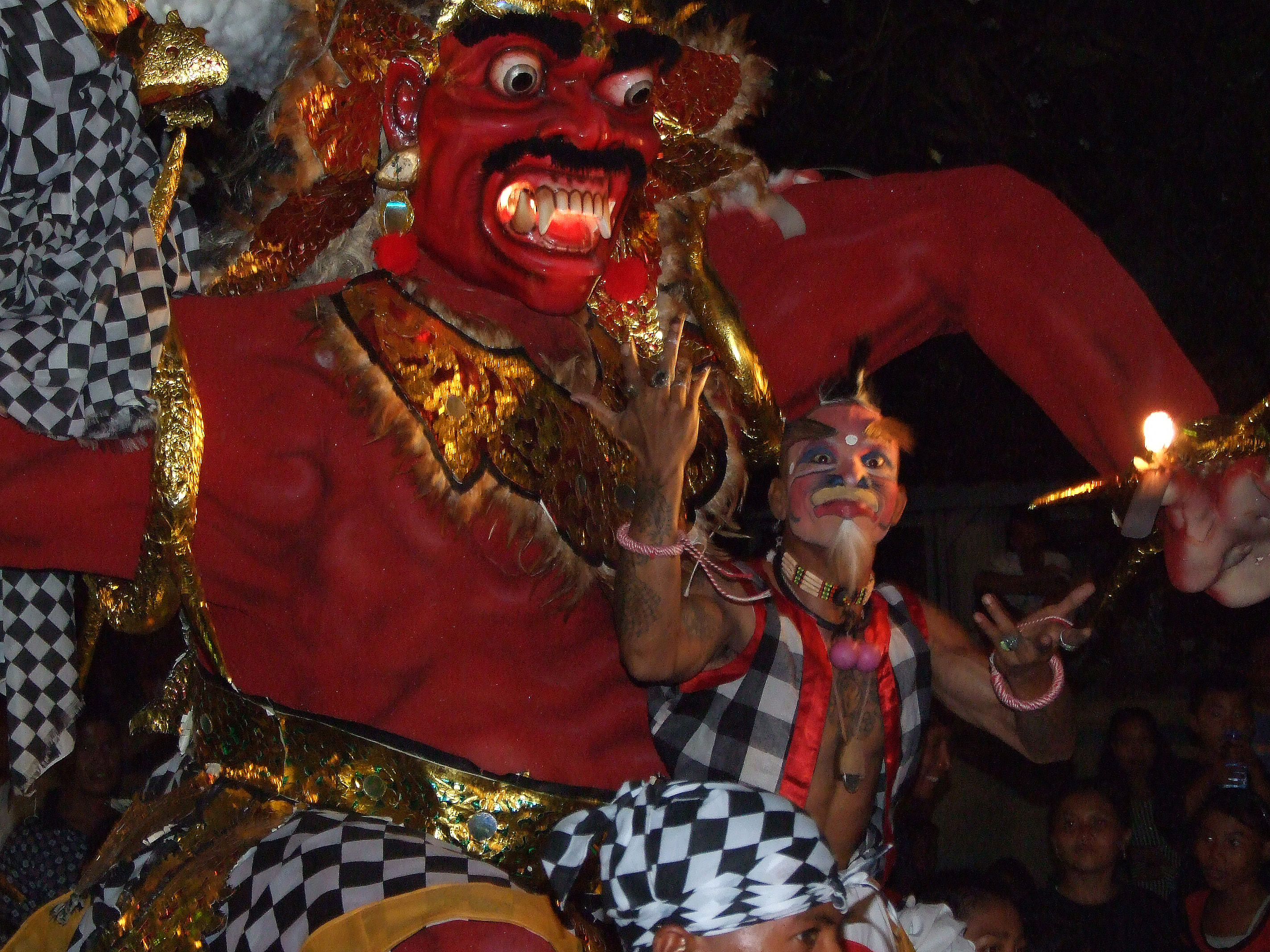
寧靜日前一晚的惡鬼芻像遊行。芻像將於遊行後送至墓地焚燒處理 。

Nyepi（寧靜日）是巴厘島薩卡曆（為巴厘島印度教使用的兩種曆法之一，薩卡曆長度與公曆接近）的一年開始之日（寧靜日被當作元旦日慶祝），落在第10個月的第一天（Kedasa），這個日子通常落在世界通用公曆的3月。

### 其他節日
帕悟肯曆的最後一週（第30週）稱為Watugunung，而這週的最後一天奉獻給學習女神 薩拉斯瓦蒂，當天教徒會對書籍（特別是貝葉經（撰寫在乾燥棕櫚葉上的經書））膜拜，但不會在當天閱讀。元旦開始的第4天稱為Pagerwesi，意思是“鐵柵欄”，用以紀念善與惡之間的戰鬥，要人用正念保護自己，不受惡念侵害。

## 種姓制度
巴厘島的社會體系與印度種姓制度相似。
巴厘島上的四個種姓是：

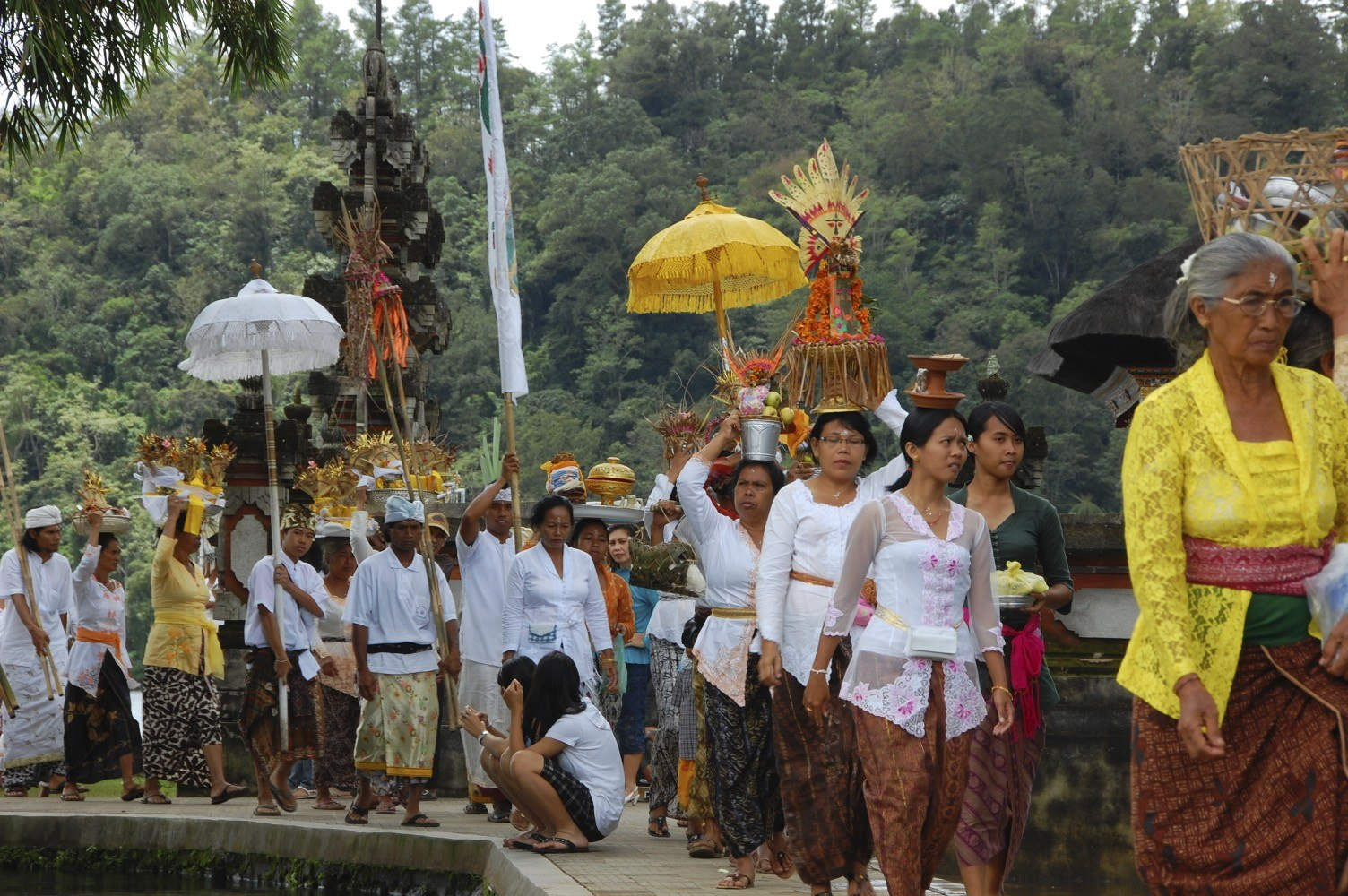
巴厘島印度教信徒帶著供物的遊行隊伍，正進入印度教廟宇。

- Sudras (首陀羅) - 農民佔巴厘島人口的90%以上（近93%）。[49]
- Wesias (吠舍) - 包括商人和行政官員
- Satrias（剎帝利） - 戰士，還包括一些貴族和君主
- Brahmanas（婆羅門）- 祭司

在巴厘島，通常廟宇的祭司由首陀羅（當地拼寫為Soedra）擔任，但根據當地人口狀況，祭司也可能出身自其他三個種姓。
如今種姓制度的概念較多出現在宗教場合，低種姓的成員會要求婆羅門種姓（祭司）的成員主持儀式。自荷屬東印度時期起以至印尼在1949年獨立後，由於政府禁止依據種姓制度行事，種姓成員在經濟上的差異正慢慢消失中。
在滿者伯夷王朝覆亡和發生多次爪哇人間的戰爭期間，居住在爪哇島和巴厘島的大多數剎帝利家族均已滅絕。幾乎所有巴厘島上的剎帝利都起源於500年前巴厘島克隆孔統治者德瓦·阿貢的王室。一些原始的剎帝利，例如那些聲稱是德瓦·阿貢同父異母兄弟Arya Damar後代的人，會被降到吠舍的身份，只有那些聲稱是德瓦·阿貢後代的人才被認為是正統的巴厘島剎帝利。
在1950年代和1960年年代，支持巴厘島傳統種姓制度與反對者之間發生衝突。反對者中有許多人隸屬印尼共產黨（簡稱PKI），PKI成員在1965年至1966年期間曾遭到暴力鎮壓（參閱印度尼西亞大屠殺 (1965年－1966年)）。

## 在印尼其他地區及海外發展

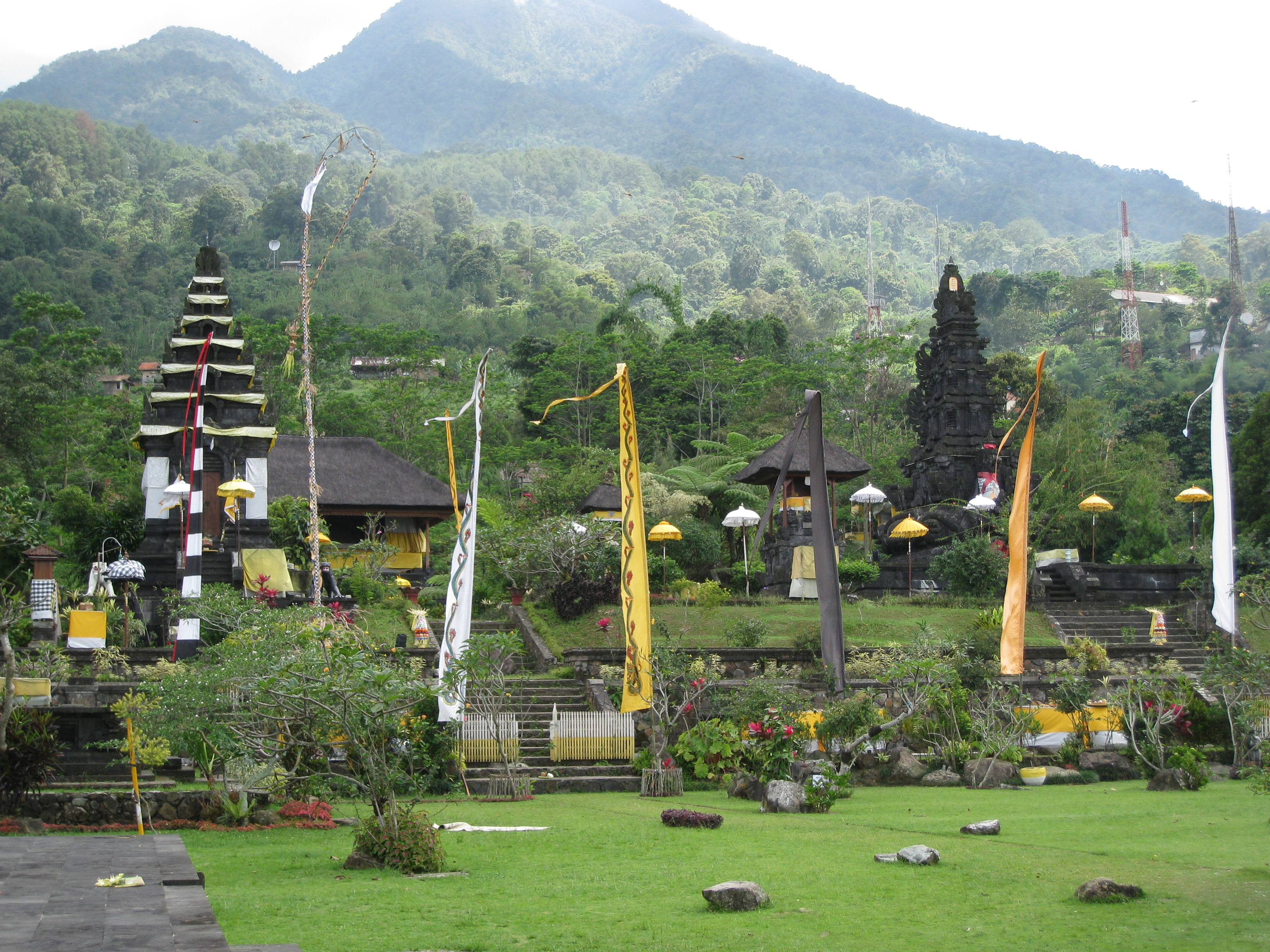
在西爪哇省茂物縣的印度教廟宇Pura Jagatkarta。

巴厘島印度教徒在西爪哇省茂物縣建造印度教廟宇Pura Jagatkarta，以紀念15世紀巽他族印度教國王史力·巴度賈·馬哈拉扎，這所廟宇在印尼的規模僅次於巴厘島的百沙基母廟，在印尼首都雅加達最大的印度教廟宇是Pura Aditya Jaya。
歐洲目前至少有四座巴厘島印度教廟宇。一座稱為蓮花坐，位於於德國漢堡的漢堡民族學博物館前。一座名為Pura Girinatha，由印尼移民所建，位於東帝汶首度帝力。最近建造的廟宇Pura Tri Hita Karana位於德國柏林的馬贊休閒公園之內。在比利時的天堂動植物園則有兩座廟宇。

## 進一步閱讀
- Davison, Julian; Granquist, Bruce. . Periplus Editions. 1999. ISBN 978-962-593-196-8.
- Eiseman, Fred B. . Singapore: Periplus Editions. 1989. ISBN 978-0-945971-03-0.
- Haer, Debbie Guthrie; Morillot, Juliette; Toh, Irene. . Editions Didier Millet Pte Ltd. Publishers Ltd. 2000. ISBN 978-981-3018495.
- Hobart, Angela; Ramseyer, Urs; Leeman, Albert. . Blackwell Publishers Ltd. 1996. ISBN 978-0-631-17687-9.
- Jones, Howard Palfrey. . Hoover Institution Publications. 1971. ISBN 978-0-15-144371-0.
- Vickers, Adrian. . Periplus. 1989. ISBN 978-0-945971-28-3.
- Hoadley, M. C. . Delhi: Aditya Prakashan. 1991.
- Hughes-Freeland, F. . Delhi: Aditya Prakashan. 1991.
- Lokesh, Chandra. . New Delhi: International Academy of Indian Culture. 2000.
- Cœdès, George. Walter F. Vella , 编. . trans.Susan Brown Cowing. University of Hawaii Press. 1968. ISBN 978-0-8248-0368-1.
- Majumdar, R. C. .
- ———————. . I.S.P.Q.S. History and Archaeology Series Vol. 6. 1979. ISBN 81-7018-046-5.
- Daigorō Chihara. . BRILL. 1996. ISBN 978-90-04-10512-6.
- Ariati, Ni Wayan Pasek. . Aditya Prakashan, New Delhi. 2016. ISBN 9788177421521.